# Patricio Escobar
Patricio Escobar, né le 17 mars 1843 à San José de los Arroyos (Paraguay) et mort le 19 avril 1912, est un militaire et homme d'État paraguayen, président du Paraguay du 25 novembre 1886 au 25 novembre 1890.

## Biographie
Le général Escobar est un héros de la guerre de la Triple Alliance. Salvador Jovellanos le promeut général de brigade en 1874 et Juan B. Gill major général en 1876.
En 1887, il signe le traité Aceval-Tamayo avec la Bolivie.

## Source
- (en) Cet article est partiellement ou en totalité issu de l’article de Wikipédia en anglais intitulé « Patricio Escobar » (voir la liste des auteurs).